# Kortrijkse beschuiten
Kortrijkse beschuiten zijn een typisch Kortrijks delicatesse die anno 2025 in de stad te verkrijgen is. 
Het wordt beschreven als: Kortrijks beschuit: een lichte en knapperige toast voor een lichte snack of als basis voor een overheerlijk dessert.
De basis is het zogenaamd melkbrood of koekebrood zonder suiker of rozijnen. Na het snijden worden de sneden aan beiden zijden met fijngestampte kandijsuiker ingestreken.

## Bron
1. ↑  Kortrijkse zoetigheden, geraadpleegd 2025-05-18